# Geoffroy de Vigeois
Geoffroi de Breuil, plus connu sous le nom de Geoffroy de Vigeois (ou Geoffroi de Vigeois), est un religieux français, qui fut moine à l'abbaye bénédictine de Saint-Martial de Limoges, puis prieur de l'abbaye Saint-Pierre du Vigeois de 1178 à 1184, où il écrivit sa Chronique, restée célèbre comme description de l'époque où il vécut.

## Éléments biographiques
Geoffroi de Vigeois, moine bénédictin, fut initialement reçu moine en 1160 à l'abbaye Saint-Martial de Limoges, connue pour abriter une riche bibliothèque. Le 20 septembre 1163 il est ordonné prêtre. Le 10 juin 1178, il est nommé prieur au prieuré de Vigeois, ancien monastère donné à Saint-Martial. L'essentiel de son œuvre est constitué par une importante chronique, rédigée en latin, témoignage capital pour la connaissance du Limousin et de l'Aquitaine, mais aussi des XIe et XIIe siècles d'une manière générale, pour les nombreuses informations qu'elle apporte sur l'histoire de la société et les mœurs de son temps.
Le texte de la chronique de Geoffroy n'est connu, à quelques passages près, qu'à travers des copies du XVIIe et XVIIIe siècles. Cette chronique, comme celle de Bernard Itier, présente un exemple de diglossie : texte en latin et emploi de l'occitan (limousin) pour les noms de personne et de lieu.
Il rédigea sa Chronique en y mentionnant de manière précise les détails de familles qu'il connaissait (dont la sienne propre) ainsi que les événements de la période 994-1184 : l'épidémie d'ergotisme, les préparations à la première croisade, les rapports des combats en Terre sainte, l'expansion du catharisme (en 1181, on se référait plutôt à l'« albigéisme »), les conflits entre les membres de la famille Plantagenêt, etc. Plusieurs pages sont consacrées aux comtes de Poitou, intéressant témoignage sur la famille d'Aliénor d'Aquitaine .